# Rebecca Ayoko
Rebecca Ayoko, sinh ra ở Agogo vào khoảng năm 1960, là một người mẫu catwalk quốc tế đến từ Togo.

## Nghề nghiệp
Rebecca được sinh ra ở Agogo ở Togo, Tây Phi. Bà lớn lên trong một gia đình nghèo và bị bạo hành từ nhỏ. Rebecca bán bánh rán khi còn nhỏ.
Là một cựu ngôi sao quảng cáo cho thương hiệu Kodak, Rebecca Ayoko đã đi đến Paris, Pháp vào năm 1980, nơi bà được chú ý bởi đội của Hachette Filipacchi. Bà cũng đã gặp Regis Pagniez, khi đó là giám đốc của Lui và gia nhập công ty người mẫu Glamour. Bà đã gặp Yves Saint Laurent, người lúc đó là một trong số ít người mẫu da đen đầu tiên đi trên sàn catwalk tại các sự kiện vào giữa những năm 1980. Bà làm việc như một người mẫu vào thập kỷ tiếp theo. Bà trở thành gương mặt và ngôi sao của các chương trình thời trang khác nhau. Bà được ký hợp đồng làm việc cho nhà mốt xa xỉ Pháp Saint Laurent. Sau vài năm là gương mặt của nhà tạo mốt, Rebecca được thay thế bởi Katoucha Niane để làm gương mặt của Yves Saint Laurent (YST). Năm 2012, bà đã xuất bản một cuốn tự truyện mang tên Quand les étoiles deviennent noires. Cuốn sách được xuất bản bởi nhà xuất bản Pháp Jean-Claude Gawsewitch Éditeur. Bà dành riêng ấn phẩm tự truyện của mình cho hai đứa con của mình 